# Octombrie 2011
Acest articol este generat integral pe baza informațiilor din articolul 2011 și este actualizat periodic de un robot.
 Editările făcute în articol vor fi șterse la următoarea actualizare! Dacă doriți să faceți modificări, editați articolul-sursă.

ianuarie -
februarie -
martie -
aprilie -
mai -
iunie -
iulie -
august -
septembrie -
octombrie -
noiembrie -
decembrie
Octombrie 2011 a fost a zecea lună a anului și a început într-o zi de sâmbătă.

## Evenimente

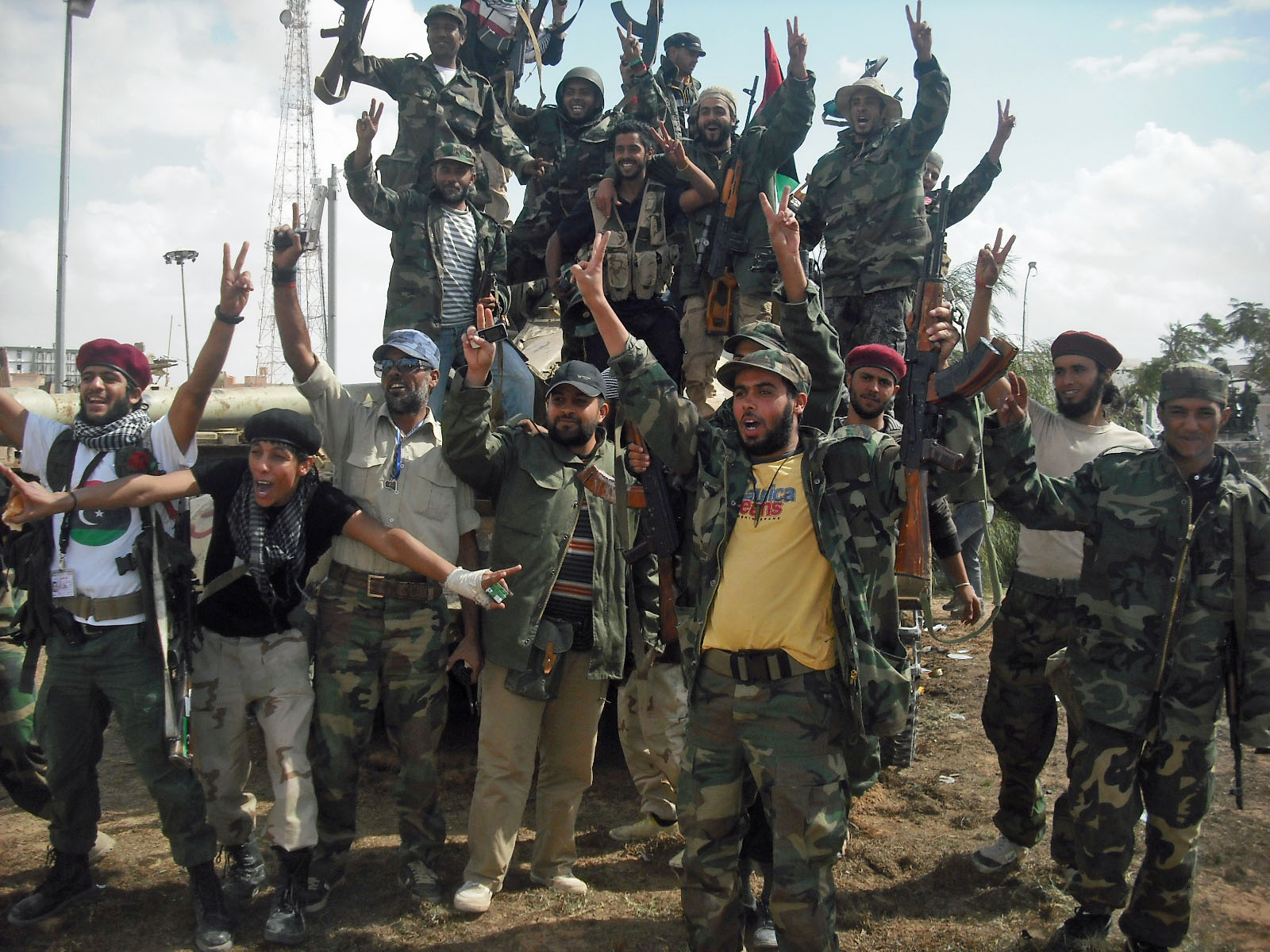
Victoria rebelilor în Libia împotriva regimului Gadaffi

- 11 octombrie: Fostul prim-ministru ucrainean, Iulia Timoșenko, a fost condamnată la 7 ani de închisoare pentru abuz de putere după ce a fost găsită vinovată de semnarea în 2009, fără autorizarea guvernului pe care îl conducea, acorduri cu Rusia în domeniul gazelor, considerate defavorabile Ucrainei.
- 16 octombrie: După încheierea Campionatului Mondial de Gimnastică de la Tokyo, delegația României nu obține nici o medalie, situație care s-a mai petrecut în istorie în urmă cu 30 de ani, la CM de la Moscova din 1981. Echipa feminină s-a clasat pe locul 4, iar cea masculină pe locul 8.
- 19 octombrie: Parlamentul elen a aprobat, în principiu, continuarea măsurilor de austeritate în proteste de stradă violente la Atena, pe fondul agravării crizei economice din Grecia.
- 20 octombrie: Fostul lider libian Muammar Gaddafi a murit la puțin timp după capturarea sa de către forțele Consiliului Național de Tranziție de la Tripoli.
- 25 octombrie: Regele Mihai I al României a împlinit 90 de ani și a ținut un discurs în fața Parlamentului României.
- 25 octombrie: Observațiile telescopului spațial indică faptul că supernova RCW 86, observată prima dată de astronomii chinezi în anul 185, s-a extins într-un ritm fără precedent ca urmare a formării unui vid, o "cavitate" în jurul acesteia, golită de gaze și de praf și formată în primele stadii ale morții stelei. Expansiunea rapidă a supernovei a fost anterior unul dintre cele mai persistente mistere ale astronomiei.[1]
- 28 octombrie: Teatrul Balșoi din Moscova s-a redeschis după o pauză de 6 ani, cât au durat lucrările de reconstrucție menite să redea instituției luxul său imperial și acustica de odinioară.
- 31 octombrie: Departamentul pentru probleme economice și sociale al ONU a estimat că populația lumii va atinge în această zi 7 miliarde de oameni.[2]
- 31 octombrie: UNESCO a devenit prima agenție ONU care a admis Palestina ca stat membru cu drepturi depline.

## Decese
- 4 octombrie: Mircea Olteanu, 84 ani, medic român (n. 1926)
- 5 octombrie: Steve Paul Jobs, 56 ani, om de afaceri american, fondator Apple (n. 1955)
- 5 octombrie: Sorin Simion, 54 ani, scriitor român de literatură SF (n. 1957)
- 6 octombrie: Diane Cilento, 78 ani, actriță australiană de film (n. 1933)
- 7 octombrie: Ramiz Alia, 85 ani, președinte al Albaniei (1991-1992), (n. 1925)
- 7 octombrie: Enrique Monsonís Domingo, 80 ani, politician spaniol (n. 1931)
- 9 octombrie: Theodor Cosma (n. Theodor Zwiebel), 101 ani, compozitor român de etnie evreiască (n. 1910)
- 9 octombrie: Chauncey Hardy, 23 ani, baschetbalist american (n. 1988)
- 10 octombrie: Masahiro Hamazaki, 71 ani, fotbalist japonez (portar), (n. 1940)
- 11 octombrie: Ion Diaconescu, 94 ani, om politic român, deputat (1990-2000) (n. 1917)
- 12 octombrie: Dennis Ritchie (n. Dennis MacAlistair Ritchie), 70 ani, creator al limbajului C și cocreator[3] al sistemului de operare UNIX (n. 1941)
- 12 octombrie: Hidemaro Watanabe, 87 ani, fotbalist japonez (portar), (n. 1924)
- 13 octombrie: Adina Caloenescu, 77 ani, pictor, grafician, gravor român (n. 1934)
- 13 octombrie: Oprea Vlase, 84 ani, handbalist și antrenor român (n. 1927)
- 18 octombrie: Paul Everac (n. Petre Constantinescu), 87 ani, dramaturg român (n. 1924)
- 18 octombrie: Friedrich A. Kittler, 68 ani, istoric literar și teoretician media, german (n. 1943)
- 20 octombrie: Muammar al-Gaddafi (n. Muammar Abu Minyar al-Gaddafi), 69 ani, președinte al Libiei (1969-2011), (n. 1942)
- 20 octombrie: Peter Geoffrey Taylor, 85 ani, botanist britanic (n. 1926)
- 21 octombrie: Sultan bin Abdul-Aziz Al Saud (n. Sultan bin Abdul Aziz bin Abdul-Rahman bin Faisal bin Turki bin Abdullah bin Muhammad bin Saud), 80 ani, prințul moștenitor al Arabiei Saudite (n. 1928)
- 22 octombrie: Corneliu (Schwarz) Calboreanu, 67 ani, inginer român (n. 1943)
- 23 octombrie: Herbert A. Hauptman, 94 ani, chimist american laureat al Premiului Nobel (1985), (n. 1917)
- 23 octombrie: Virgil Preda, 88 ani, pictor român (n. 1923)
- 23 octombrie: Marco Simoncelli, 24 ani, pilot de curse italian (motociclism), (n. 1987)
- 26 octombrie: Constantin Dospinescu, 77 ani, primar al municipiului Piatra Neamț (1980-1986), (n. 1933)
- 28 octombrie: Willy De Clercq, 84 ani, politician belgian (n. 1927)
- 29 octombrie: Robert Lamoureux, 91 ani, actor, scenarist și regizor de film, francez (n. 1920)
- 31 octombrie: Flórián Albert, 70 ani, fotbalist maghiar (atacant), (n. 1941)
- 31 octombrie: Roberto Lippi, pilot italian de Formula 1 (n. 1926)